# Atherigona orientalis
Atherigona orientalis är en tvåvingeart som beskrevs av Ignaz Rudolph Schiner 1868. Atherigona orientalis ingår i släktet Atherigona och familjen husflugor. Inga underarter finns listade i Catalogue of Life.